# Корпусной Николаевский собор
Корпусной Николаевский собор — ныне утраченный православный храм в столице Грузии Тбилиси.
Находился в центре города, на территории Александровского сада (ныне — Парк 9 апреля). Престольный праздник 6 декабря (ст. стиля). До постройки Александро-Невского военного собора именовался «Корпусным Николаевским военным собором».

## История
Заложен в 1848 году. Строился из кирпича, имел форму продолговатого креста, переходом был связан с колокольней. 5 (17) июня 1851 года при обрушении лесов на строительстве собора погиб строивший собор итальянский архитектор Джованни Скудьери.
Собор вмещал до 400 человек, прихожанами собора стали воинские чины тифлисского гарнизона, не имевшие своих штатных священнослужителей. По штату при соборе были положены священник, диакон и псаломщик.
При открытии Александро-Невского военного собора в него из Николаевского собора были перенесены некоторые иконы и церковная утварь.
После установления в Грузии в 1921 году советской власти, в связи с реконструкцией Александровского сада, ставшего парком Коммунаров, собор был разобран.